# Jean-Luc Maury-Laribière
Jean-Luc Maury-Laribière (ur. 22 lutego 1943 roku) – francuski kierowca wyścigowy.

## Kariera
Maury-Laribière rozpoczął karierę w międzynarodowych wyścigach samochodowych w 1993 roku od startów w klasie GT wyścigu 24-godzinnego wyścigu Le Mans, którego jednak nie ukończył. W późniejszych latach Francuz pojawiał się także w stawce Global GT Championship, FIA GT Championship oraz Le Mans Endurance Series.